# تربيتة روب
تربيتة روب (بالإنجليزية: Pat Rupp)‏ (و. 1942 – 2006 م) هو لاعب هوكي الجليد أمريكي، ولد في ديترويت، شارك في الألعاب الأولمبية الشتوية 1968، والألعاب الأولمبية الشتوية 1964، مركز لعبه هو حارس مرمى ‏، توفي في دايتون، أوهايو، عن عمر يناهز 64 عاماً، بسبب سرطان.

## روابط خارجية
- تربيتة روب على موقع دوري الهوكي الوطني (الإنجليزية)
- تربيتة روب على موقع قاعة مشاهير الهوكي (لاعب أن.إتش.أل) (الإنجليزية)
- تربيتة روب على موقع EliteProspects.com (الإنجليزية)
- تربيتة روب على موقع HockeyDB.com (الإنجليزية)
- تربيتة روب على موقع Hockey-Reference.com (الإنجليزية)
- تربيتة روب على موقع أوليمبيديا (الإنجليزية)